# Ivoor

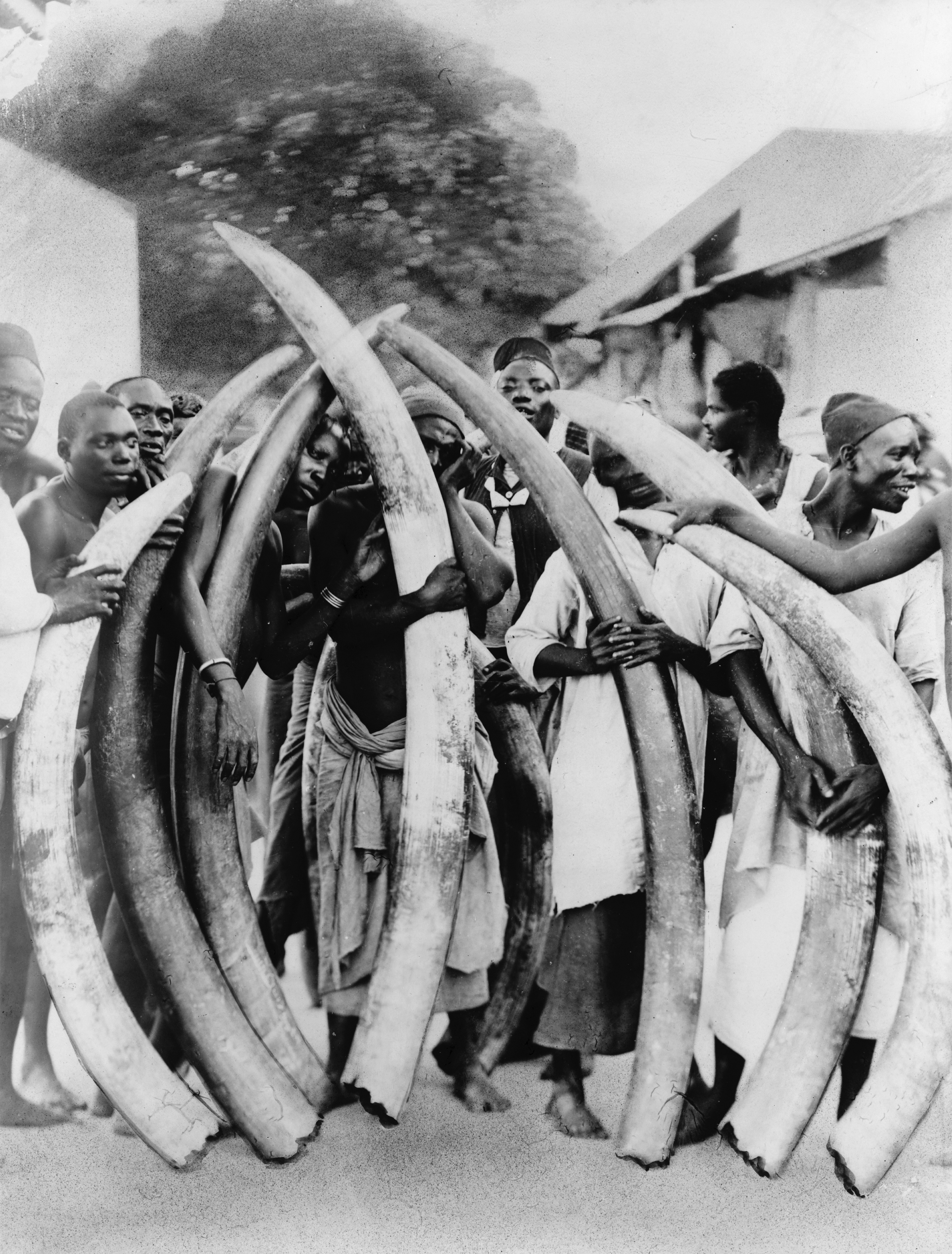
De handel in ivoor in Dar Es Salaam rond 1900

Ivoor (soms ook: elpenbeen of elp) is het harde, witgekleurde materiaal afkomstig van de slagtanden van landdieren zoals olifanten, nijlpaarden of mammoeten, of zeedieren zoals de walrus of narwal. Deze tanden kunnen tot drie meter lang worden en wel 100 kilogram wegen. Het meeste ivoor is afkomstig uit de binnenlanden van Afrika.
Al in de oudste beschavingen werd ivoor gebruikt voor de vervaardiging van beeldjes of om erop te tekenen; de bloeitijd van de beeldhouwkunst in ivoor lag in de 14e eeuw. In de 20e eeuw werd ivoor vooral gebruikt in de kunstnijverheid, in de biljartballenindustrie en bij het bouwen van piano's.
In de pianobouw werd ivoor gebruikt om toetsen mee te beleggen. Het ivoor had als voordeel dat het materiaal hard, duurzaam en een beetje stroef was, en dat het prettig aanvoelde onder de vingers, en zweet goed absorbeerde. Ivoren toetsbeleg zit nog wel op oude piano's maar het restaureren van antieke instrumenten wordt steeds lastiger, omdat gerecycleerd ivoor (bijvoorbeeld toetsbeleg van oude piano's) steeds moeilijker te krijgen is. Tegenwoordig past men op alle nieuwe instrumenten kunststof toe als toetsbeleg.
Naast olifanten worden ook walrussen wel gejaagd voor hun walrusivoor. Ook het fossiele ivoor van de mammoet — vooral uit Siberië — wordt wel gebruikt. Doordat dit vaak lang in de grond heeft gezeten, is het donkerder van kleur, soms zelfs bijna zwart.
De jacht op olifanten ten behoeve van het ivoor was een van de oorzaken van een sterke daling van het aantal olifanten. Om de illegale jacht op olifanten te ontmoedigen werd in 1989 elke handel in ivoor verboden. Sinds het aantal olifanten in Afrika weer is toegenomen, is de handel in ivoor onder strikte voorwaarden weer toegestaan.

## Woordherkomst
Het woord ivoor is via het Frans (ivoire) en het Latijn (ebur) waarschijnlijk aan een Afrikaanse taal ontleend.
Elp is het middeleeuwse woord voor olifant, dat was ontleend aan het Latijnse elephas (olifant, genitief: elephantis), dat op zijn beurt zijn oorsprong vindt in het Griekse elephas (olifant).

## Taal
In de taal wordt ivoor ook gebruik als aanduiding voor "waardevol" en/of "duurzaam", zoals:
- een ivoren huwelijk, zie huwelijksverjaardag
- een ivoren jubileum, zie jubileum

## Afbeeldingen

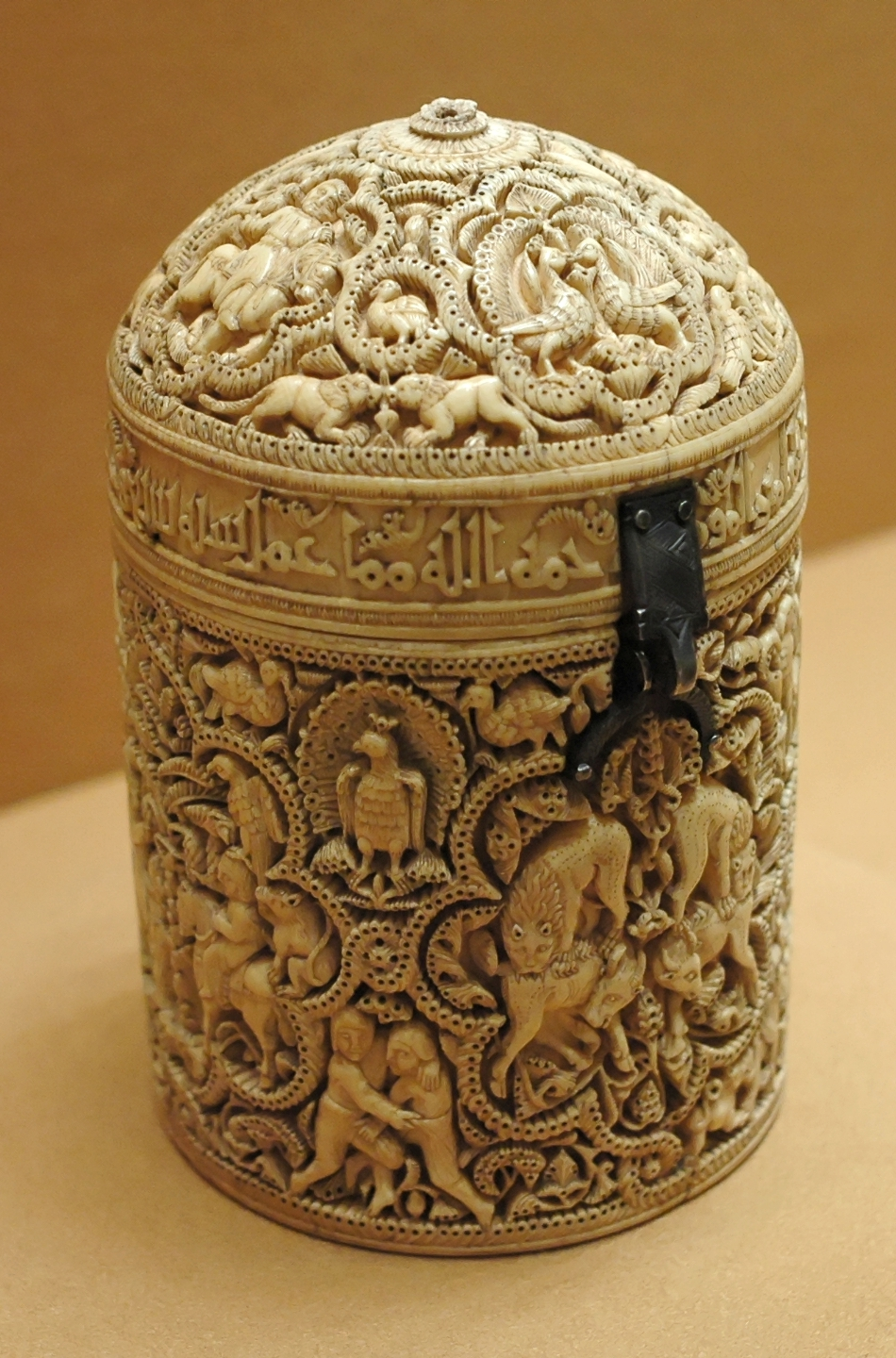
Moorse ivoren pyxis uit 968 Louvre
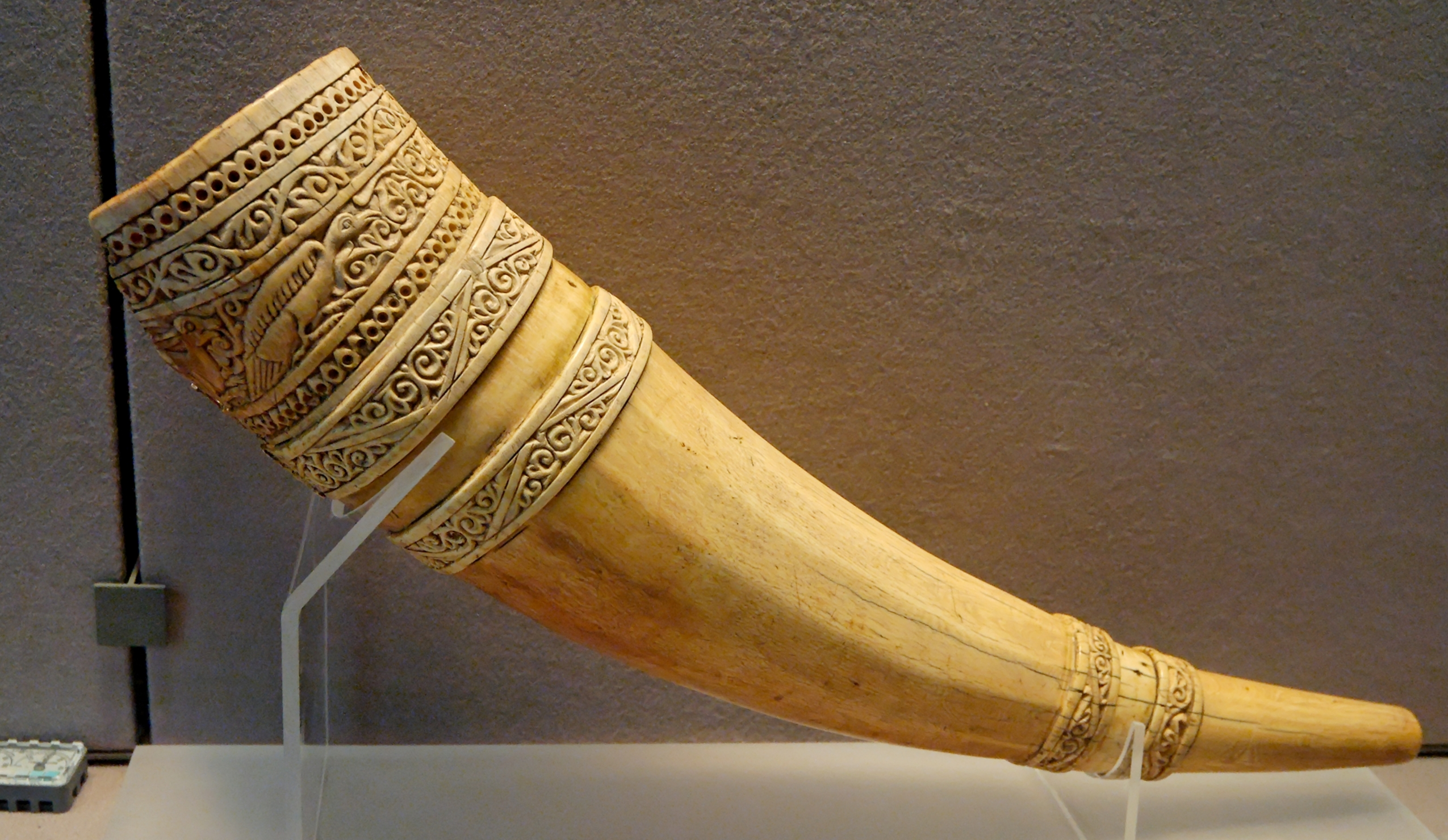
Een hoorn uit de 11e eeuw Louvre
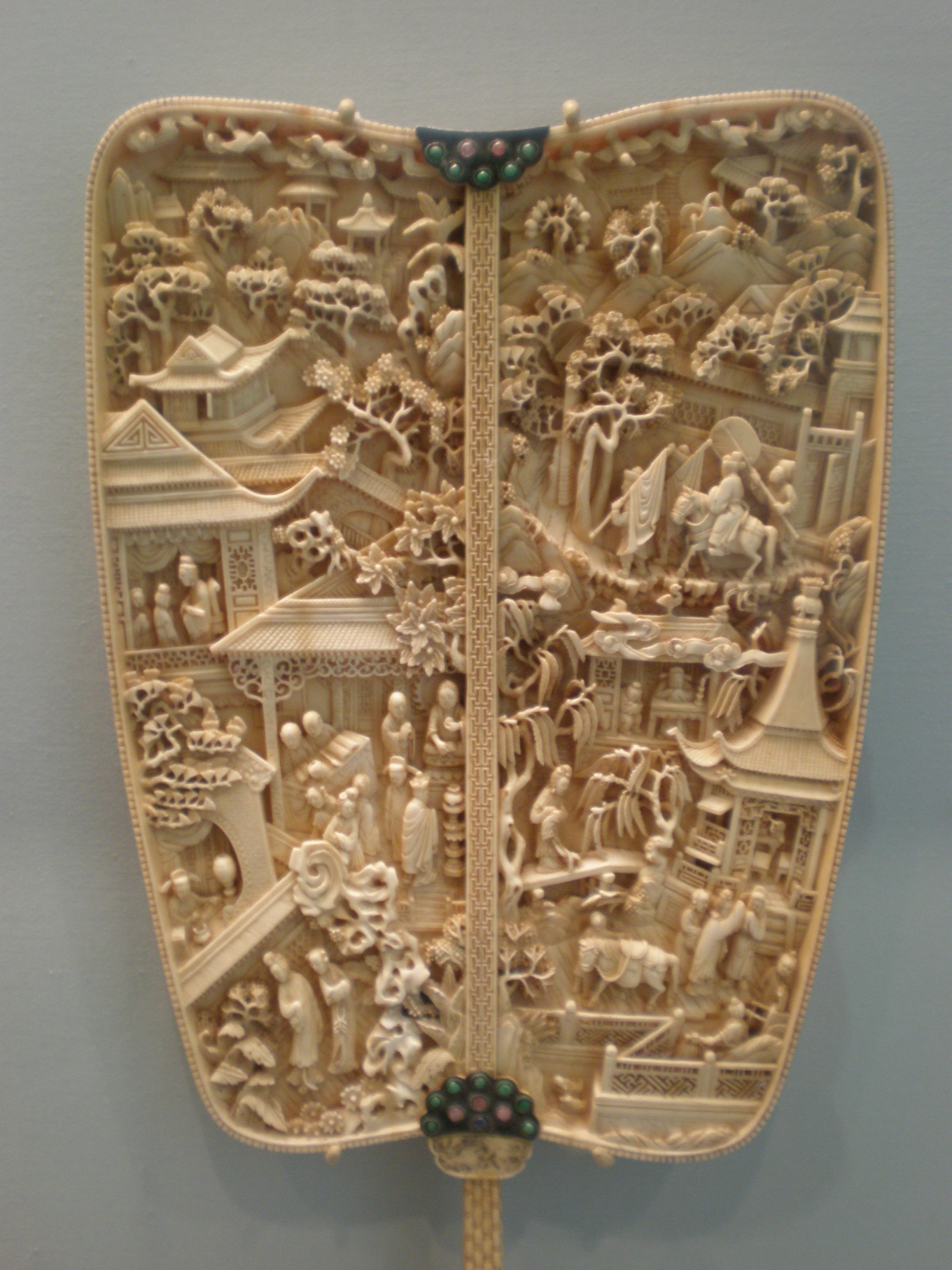
Waaier van ivoor, Qing-dynastie Asian Art Museum
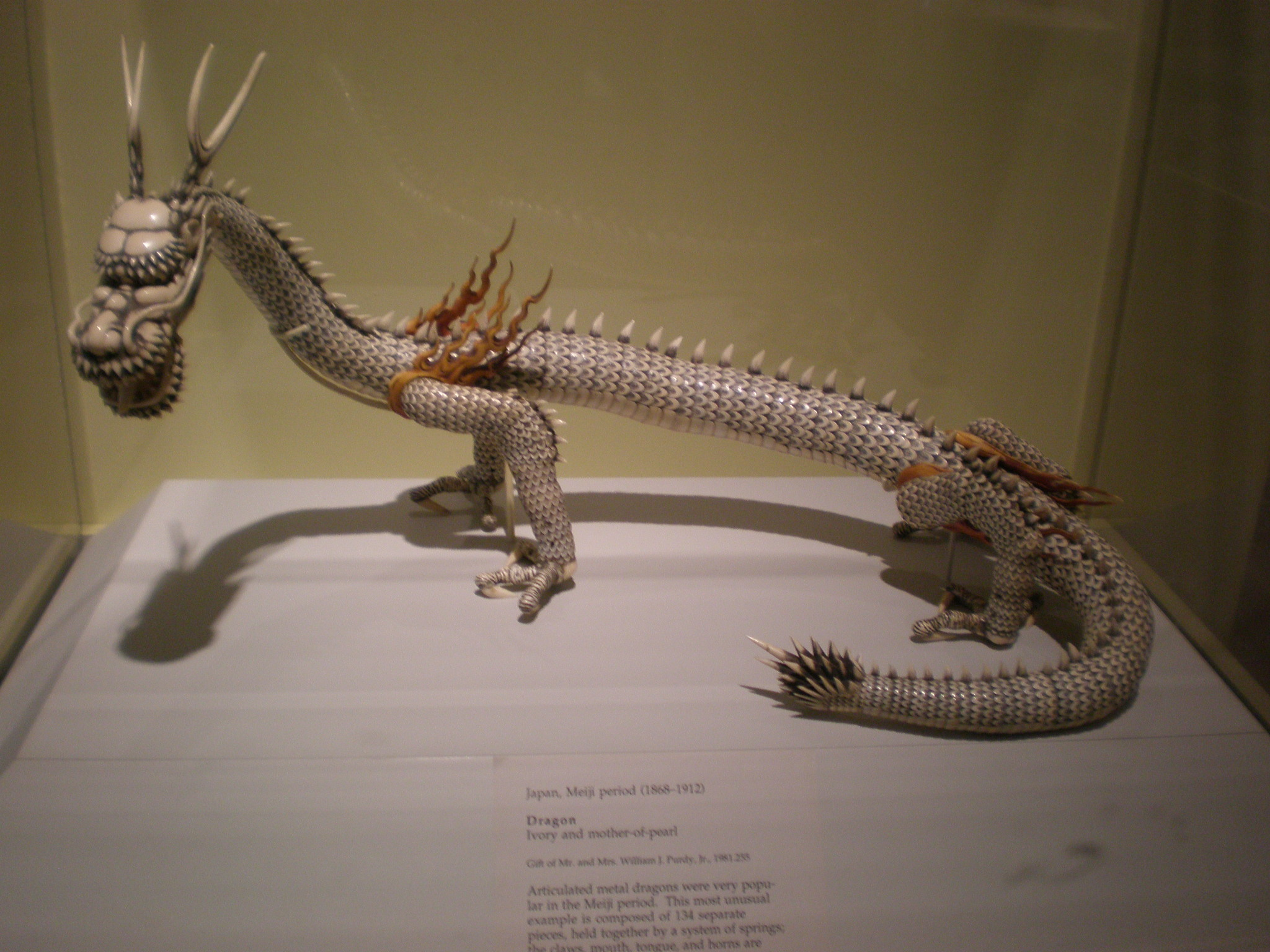
Draak gemaakt van metaal, ivoor en parelmoer. Meijiperiode, Japan Cantor Arts Center op de Stanford University